# ساندرا إيمي
ساندرا إيمي (بالإنجليزية: Sandra Amy)‏ هي ممثلة هندية، ولدت في 5 يونيو 1992 في ادوكي في الهند.

## وصلات خارجية
- ساندرا إيمي على موقع IMDb (الإنجليزية)